# Памирский отряд

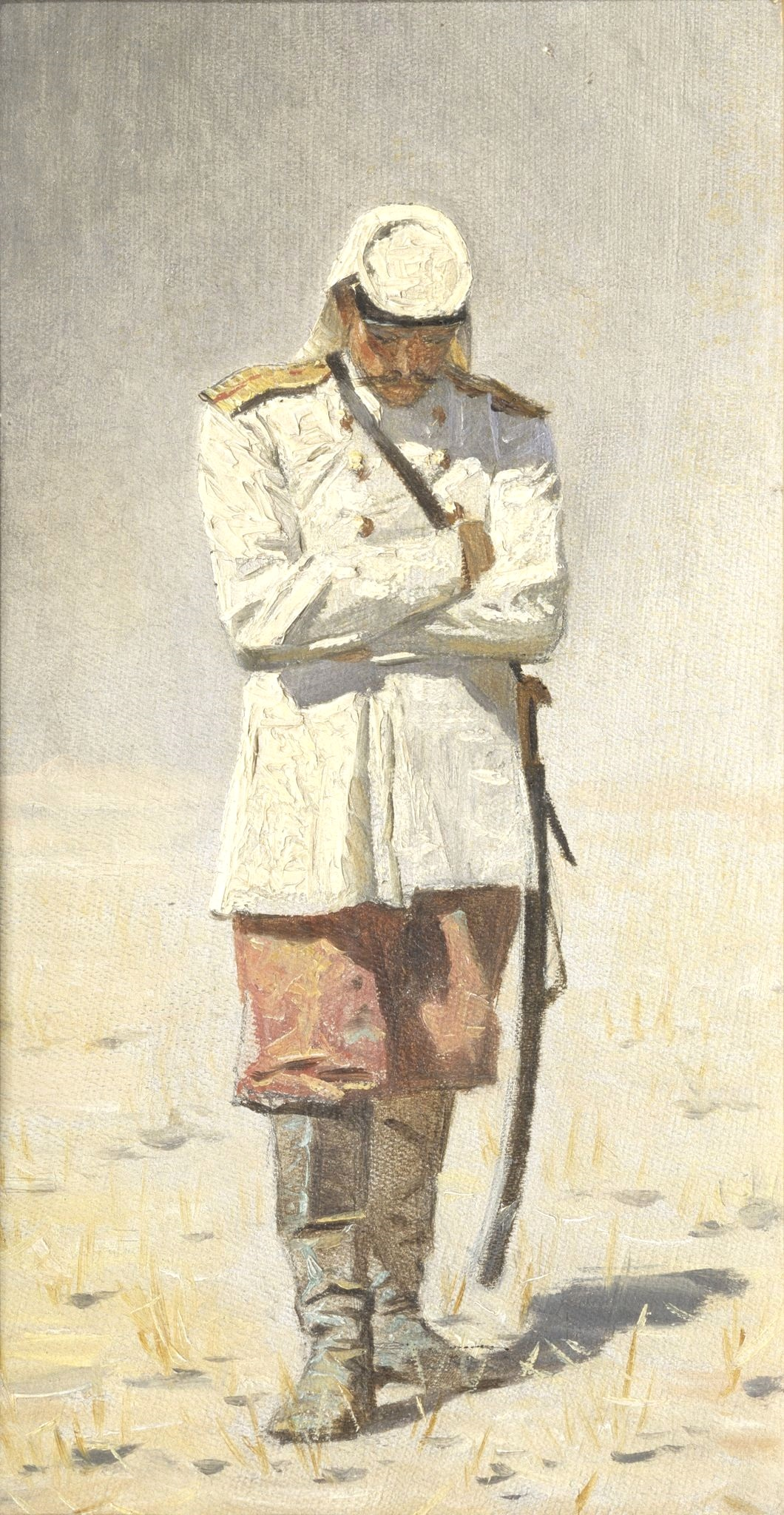
Офицер Туркестанских линейных батальонов в кителе и красных шароварах.

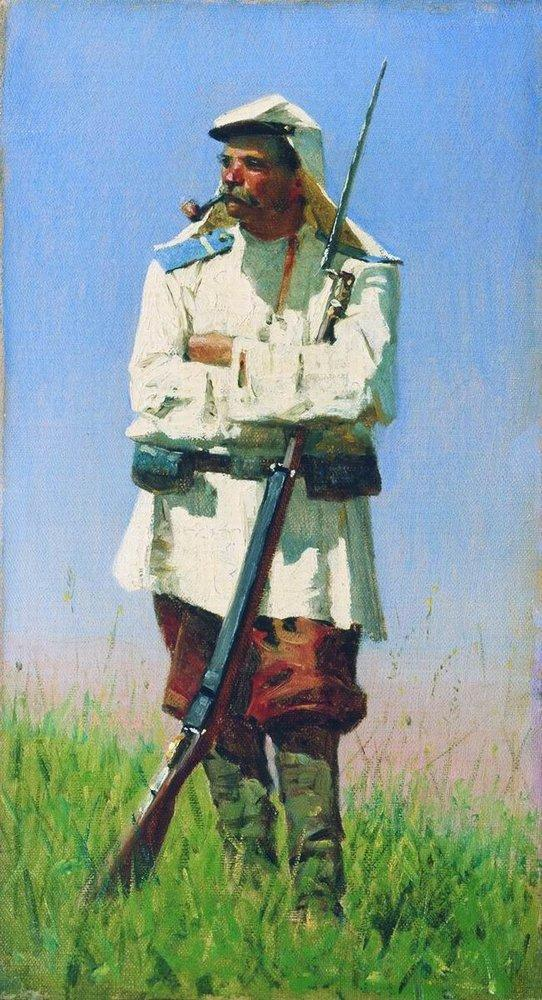
Ефрейтор Туркестанских линейных батальонов в гимнастёрке и красных шароварах.

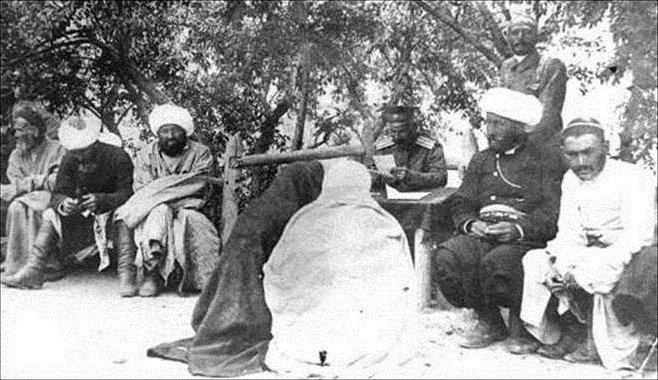
Начальник Сменного Памирского отряда Г. А. Шпилько (сидит за столом) принимает обращения местного населения, Хорог, 1914 год.

Памирский отряд, также Сменный Памирский отряд и Памирский сменный отряд — военно-административное временное формирование (отряд) Туркестанского военного округа Русской императорской армии.
Согласно «Инструкции начальнику Памирского отряда» (ред. 1902, 1905 и 1914 гг.), на отряд возлагались задачи обороны Памира и административного управления памирским населением, разведки сопредельных территорий, надзора за границей, развития сети коммуникаций и поддержания почтового сообщения. Является предтечей Памирского пограничного отряда пограничных войск КГБ СССР. До 1 июля 1894 года именовался — Памирский отряд (по другим данным, с 1 апреля 1893 года именовался как Памирский сменный отряд). В некоторых источниках упоминается как Памирский пограничный отряд. В основном нормативном документе — инструкции начальнику Памирского отряда редакции 1902, 1905 и 1914 года — даётся официальное название «Памирский отряд»: 

Памирский отряд Туркестанского военного округа Русской императорской армии Вооружённых сил Российской империи выполнял те же функции, что и пограничные части Российской империи. Но при этом Памирский отряд подчинялся не Отдельному корпусу пограничной стражи, который был в ведении Министерства финансов Российской империи, а структурам Туркестанского военного округа. Начальник Памирского отряда исполнял особые обязанности по административному управлению коренным населением Памира — на правах уездного начальника Памирского района с правами уезда, находившегося в подчинении военного губернатора Ферганской области Туркестанского генерал-губернаторства.— 

## История
В июле 1891 г. для поддержания порядка на Памире был сформирован Памирский (с 1 июля 1894 г. — Сменный Памирский) отряд, осуществлявший функции административного управления на Памире. Отряд ликвидирован в 1918 г.— РГВИА
В связи с экспансией Англии в странах Центральной Азии России потребовалось создание формирований, предназначенных для управления, охраны и защиты своих южных границ, а также вошедших в её состав жителей и территорий. Согласно Пекинскому договору от 1860 года и Петербургскому договору от 1881 года, была установлена государственная граница между Российской и Китайской империями. На участке новой границы в центральноазиатском регионе для охраны были задействованы формирования Семиреченского казачьего войска, созданного в 1867 году, и формирования Сибирского казачьего войска. Соглашение 1869 года, подписанное лордом Кларендоном и российским канцлером Горчаковым, закрепляло разграничение интересов великих держав на Памире. В горах Памира для охраны, обороны государственной территории и границы, а также местных жителей на сменной основе привлекались формирования Туркестанского генерал-губернаторства.
Летом 1891 года командир 2-го Туркестанского линейного батальона, полковник М. Е. Ионов был откомандирован из Маргелана с охотничьими командами Туркестанских линейных батальонов (2-го, 7-го, 15-го, 16-го и 18-го) и казаками (24 человека из 6-го Оренбургского казачьего полка) на Алай и Памир с целью очистить от афганских и китайских постов территории бывшего Кокандского ханства: 

Чтобы не допустить вытеснения России и обозначить присутствие на Памире, туркестанский генерал-губернатор барон Александр Борисович Вревский весной 1891 года в Маргилане сформировал отряд во главе с командиром 2‑го линейного туркестанского батальона подполковника Михаила Ефремовича Ионова. Ему надлежало изучить местность и очистить Памир от афганских и китайских постов на территории бывшего Кокандского ханства.— 
В состав отряда входили подполковник Б. Л. Громбчевский и топограф Н. А. Бендерский, занимавшиеся научными исследованиями и картографированием. В Фергане, на случай обострения политических отношений в районе рекогносцировки отряда Ионова, был создан общий резерв из 7 линейных батальонов и одного казачьего полка. Решительные действия на Памире Ионова вызвали большой международный резонанс: были арестованы английские тайные агенты лейтенант Дэвисон (отправлен под конвоем в Маргелан) и Янгхасбенд (взято его письменное обязательство покинуть Памир и более там не появляться), китайский пограничный чиновник Чань выдворен за Сарыкольский хребет в Кашгар.
Работы по руководству и картографированию Памира и упрочению российского присутствия были продолжены летом следующего года. 12 июля 1892 года на реке Аличур Памирским отрядом Ионова был обнаружен афганский военный пост. Начальнику поста капитану Гулям-Хайдер-хану было предложено покинуть российскую территорию, однако он утверждал, что эта территория принадлежит Афганистану и в свою очередь потребовал от русских покинуть её. После нескольких часов переговоров соглашение не было достигнуто, Ионов приказал своим подчинённым солдатам и казакам обезоружить афганских военнослужащих, завязалась рукопашная схватка, в которой были убиты капитан Гулям-Хайдер-хан и 7 афганских солдат, остальные убежали. С российской стороны было ранено три казака. По итогам доклада Военного министра император Александр III начертал слова: «Не мешает иногда и проучить». 3-й взвод 2-й сотни в числе 19 человек, непосредственно принимавший участие в схватке, волею Государя был награждён 19-ю серебряными медалями 4-й степени «За храбрость» на Георгиевской ленте.
После возвращения отряда Ионова к месту дислокации китайцы и афганцы опять стали проявлять активность в долинах рек Аксу и Аличур, что вынудило туркестанскую администрацию в 1893 году повторно отправить Памирский отряд по границе России. В этот раз в него были отряжены четыре пехотные роты добровольцев, три сотни казаков из 6-го Оренбургского полка, двухорудийный взвод Туркестанской конно-горной батареи и команда сапёров.
Результатом действий Памирского отряда и его подразделений явилось исследование обширной территории. Действия отряда вынудили англичан окончательно отказаться от своих намерений по нарушению ранее заключённых договоров относительно территории Памира, и им пришлось возобновить с Россией дипломатические переговоры (сепаратные по отношению к Китайской империи), которые шли очень сложно на протяжении около двух лет. Россия проявила по всем вопросам свою принципиальность и неуступчивость, заставив англичан согласиться с тем, что река Пяндж окончательно объявлялась границей между Афганистаном и Россией. 27 февраля (11 марта) 1895 года в Лондоне посол России и министр иностранных дел Великобритании обменялись нотами по вопросу раздела сфер влияния на Памире. Часть Памира отошла к Афганистану, подконтрольному Англии, часть — к России, а часть — к Бухарскому эмирату, подконтрольному России. Сферы влияния России и Англии разделил Ваханский коридор, отданный Афганистану.

В течение указанных походов на Памире уже действовали постоянные пограничные отряды. Учитывая суровые климатические условия Памира, было решено, что пограничные отряды на «крыше мира» должны были быть сменными, то есть служить там в течение одного года — с июня по июнь-июль следующего года, уступая место новому подразделению русских пограничников.
Летом 1919 года для охраны границы на Памире и Тянь-Шане Советом народных комиссаров Туркестанской АССР в Ташкенте из добровольцев создаётся Памирский пограничный отряд.

## Начальники
По командованию отрядом начальник Памирского отряда подчинялся начальнику штаба Туркестанского военного округа, по административному управлению Памиром на правах уездного начальника подчинялся военному губернатору Ферганской области:
- П. А. Кузнецов, Генерального штаба капитан, (1892—1893)[3][10][11];
- В. Н. Зайцев капитан, (с 26 апреля 1893 по 18 октября 1894[2][3])[12][13];
- А. Г. Скерский, Генерального штаба капитан (1894—1895)[3];
- Н. А. Сулоцкий, капитан (1895—1896);
- В. В. Эггерт, Генерального штаба капитан, (1896—1897)[3];
- К-Э. К. Кивекэс, подполковник, (1897—1899; 1901—1902; 1905—1908)[к. 5][3];
- Н. С. Аносов, Генерального штаба капитан (1899—1900);
- М. С. Бадрицкий, подполковник (1900—1901);
- А. Е. Снесарев, Генерального штаба капитан (1902—1903)[3];
- М. М. Арсеньев, Генерального штаба подполковник (1903—1905)[3];
- А. В. Муханов, Генерального штаба подполковник (1908—1912)[3][14];
- Г. А. Шпилько[15], Генерального Штаба капитан, с 6 (19) декабря 1913 года Генерального Штаба подполковник (1912—1914)[3];
- И. Д. Ягелло, полковник (1914 — июль 1917)[3];
- В. В. Фенин, подполковник, (август 1917 — ноябрь 1918)[3];

## Штаб-квартира
Управление отряда дислоцировалось в следующих населённых пунктах:
- Маргелан, с 1891 года[7];
- Памирский Пост, с 1893 года[3];
- Пост Хорог, с октября 1897 года[3].

## Состав

### 1891 год
- управление;
- 122 охотников (добровольцы) из 2-го, 7-го, 15-го, 16-го и 18-го Туркестанских линейных батальонов[7];
- 24 урядника и казаков 6-го Оренбургского полка[7].

Всего: 8 офицеров и 114 нижних чинов (80 пехотинцев и 33 казака), топограф и врач.

### 1892 год
- управление;
- четыре пехотные роты добровольцев Туркестанских линейных батальонов;
- двухорудийный взвод Туркестанской конно-горной батареи;
- команда сапёров;
- три сотни казаков 6-го Оренбургского полка.

По другим данным:
- сводный батальон от 3-й Туркестанской линейной бригады;
- половина 6-го Оренбургского казачьего полка;
- команда Туркестанского сапёрного полубатальона;
- 4 орудия Туркестанской конно-горной батареи, 2-й взвод[16].

Ещё в одном источнике указано:
- три сотни конного Оренбургского № 6 полка;
- два взвода Туркестанской конно-горной батареи;
- команда сапёр и телеграфного парка от Туркестанского сапёрного полубатальона;
- две сводные роты от 2-го Туркестанского линейного батальона;
- две роты из охотничьих команд 2-го, 4-го, 7-го, 16-го, 18-го и 20-го Туркестанских линейных батальонов.

Итого: 53 офицера и 902 нижних чина.
В Шаджане был оставлен пост отряда из 215 военнослужащих и 25 джигитов под начальством капитана Генерального штаба П. А. Кузнецова.

### 1893 год
- управление;
- 2-я рота 4-го Туркестанского линейного батальона, до 160 человек строевых нижних чинов;
- команда, в 40 казаков, Оренбургского казачьего № 6 полка;
- взвод конно-горной батареи;
- ракетный взвод;
- 15 нестроевых нижних чинов;
- 10 джигитов.

Итого: 292 человека. Лошадей на казённом довольствии 141.

### 1894 год
- 21 офицер, 411 нижних чинов и 119 казаков.

Численность личного состава формирования в различные периоды составляла от 150 до 400 человек и более.

### 1902 год
- Согласно инструкции начальнику Памирского отряда (ред. 1902 г.), штатная численность отряда определялась: 7 офицеров, 1 врач, 100 нижних чинов пехоты, 72 казака, 4 фельдшера и «некоторое число» отрядных джигитов. В действительности в 1902 г. имелось: 6 офицеров, 85 нижних чинов пехоты, 51 казак, отрядный врач, 2 медицинских фельдшера, один ветеринарный фельдшер[18].

### Комментарии
1. ↑  Тогда же была разработана и утверждена «Инструкция начальника Памирского отряда». Согласно ей, начальник Памирского отряда наделялся правами уездного начальника, а должность представителя Бухарского эмирата на Памире носила формальный характер. Население получило возможность избрать аппарат местного управления[3].
2. ↑  В состав отряда также вошли бывалые знатоки Памира, исследователь и картограф подполковник Бронислав Громбчевский и поручик Борис Леонидович Тагеев (Рустамбек), ставший впоследствии летописцем отряда[7].
3. ↑  Участник похода, подпоручик Б. Тагеев, описал поход следующим образом: ...около озера у впадения реки Аличур Яшилькуль был разгромлен обосновавшийся там афганский пост. Узнав, что около озера Яшилькуль пока держится афганский пост, сам Ионов взял с собою три взвода казаков и в ночь с 11 на 12 июля 1892 г. окружил афганский пост и потребовал сложить оружие, но афганский капитан Гулям-Хайдар-хан не принял ультиматум, и отряду Ионова пришлось применить силу[7].
4. ↑  Итогами похода Ионова стало признание Шугнана, Рушана и Вахана (ныне в черте Ишкашимского р‑на по правому берегу р. Пяндж) русской территорией. Афганский эмир Абдурахман-хан обязался не переступать русскую границу. Б. Л. Тагеев так охарактеризовал экспедицию: «… этот поход является одним из самых тяжёлых походов в смысле климатических условий и борьбы с суровою природою, выпавших на долю Памирских отрядов, а также служит красноречивым доказательством того, что нет такой преграды, через которую бы не перешёл русский воин»[7].
5. ↑  18 мая 1897 года назначен по рекомендации капитана Эггерта начальником нового сменного Памирского отряда. Ещё в Ташкенте он решил вопрос о переносе штаба Памирского отряда с Поста Шаджань (который не только сохранил, но и расширил на Восточном Памире) в кишлак Хорог на Юго-Западе Памира вопреки возражениям, что Хорог — это капкан. Кивекэс парировал: «Кому капкан, а кому крепость». Кивекэс считал, что важно держать под наблюдением не только приграничную территорию, но и сопредельную, а также быть в дружеских отношениях с коренными жителями. Он наметил контуры новой концепции защиты госграницы империи. Кивекэс в октябре 1897 году перенёс штаб-квартиры Памирского отряда с Памирского поста «Шаджан» на Восточном Памире в Хорог[3].